# Vjatszkije Poljani
Vjatszkije Poljani (oroszul: Вятские Поляны) város Oroszország Kirovi területén, a Vjatszkije Poljani-i járás székhelye.
Lakossága: 35 162 fő (a 2010. évi népszámláláskor).

## Fekvése
A Kirovi terület délkeleti részén, Kirov területi székhelytől 350 km-re, a Vjatka alsó szakaszának jobb partján terül el. Közel fekszik mind Tatárföld, mind Udmurtföld határához. Folyami kikötő. Vasútállomás a transzszibériai vasútvonalon, Kazanytól 150 km-re északkeletre, Kirov területi székhellyel azonban nincs közvetlen vasúti összeköttetése.

## Története
A mai város helyén kezdetben udmurt falu állt. A 16. század közepéig a Vjatka alsó folyása mentén marik, tatárok, udmurtok éltek. Az ún. Arszki terület a Kazanyi Kánság fennhatóság alá tartozott. Kazany bevétele (1552) után az orosz állam kiterjesztette hatalmát az Alsó-Vjatka vidékére is.
Egy 1595-ben kiadott cári irat a szerzeteseknek adományozta az itteni néptelen területeket (az orosz poljana szó mai jelentése: 'tisztás'). A kolostor az első templommal 1599-re épült fel, és a körülötte kialakult település a 17. században a regionális kereskedelem egyik központja lett. A 18. század második felében, II. Katalin orosz cárnő szekularizációs rendelete nyomán a kolostort bezárták. A 19. század közepén nagy jelentőségre tett szert a folyón létesített kikötő, melyet a vjatkai hajózás egy részével együtt a helyi vállalkozó, T. F. Bulicsov és társasága tartott kézben. 
Az 1915-ben megnyitott Kazany–Jekatyerinburg vasútvonal kapcsolatot teremtett a Volga-vidék és az Urál ipari központjaival és utat nyitott a további fejlődésnek. 1929-ben a település járási székhely lett, 1942-ben városi rangot kapott.

## Gazdasága
A város gazdaságát meghatározó ipari létesítmény a „Molot” ('kalapács') nevű gépipari gyár. Alapvető rendeltetése a fegyvergyártás volt és nagyrészt az is maradt. Eredetileg a Moszkva melletti Zagorszkban (ma: Szergijev Poszad) alapították 1940-ben, de a következő évben a Szovjetuniót ért német támadás miatt a gyárat Vjatszkije Poljaniba evakuálták. Ebben a gyárban készültek többek között a szovjet hadseregben 1941-ben rendszeresített PPS–41 géppisztolyok, az 1950-es évek elejétől pedig a Kalasnyikov-gépkarabélyok és továbbfejlesztett változataik. Az 1970-es évektől átálltak a különböző kaliberű légvédelmi fegyverek, gránátvetők, vállról indítható páncéltörő rakéták gyártására. Az 1950-es évektől „polgári” célra mopedeket és motorkerékpár-oldalkocsikat állítottak elő. Az 1990-es években bevezették az olajipar és a mezőgazdaság részére készített berendezések, a különböző célú szerszámgépek gyártását.
A városban  Georgij Szemjonovics Spagin fegyvertervező tiszteletére emlékmúzeumot rendeztek be.  

## Közlekedés
A Vjatkán átívelő itteni első vasúti hidat 1913–1916 között építették. 1978-ban a régi mellett egy második vasúti híd is készült; a régit azonban nem bontották le, sőt 2003-tól fémszerkezeti elemeit fokozatosan újakra cserélték. 
2007 decemberében avatták fel az öt év alatt felépített új közúti hidat. Az 5 km hosszú, 16 m széles híd megépítése a túlsó parti Szosznovka és Krasznaja Poljana településeket is közelhozta a városhoz.